# Abyssogena kaikoi
Abyssogena kaikoi is een tweekleppigensoort uit de familie van de Vesicomyidae. De wetenschappelijke naam van de soort is voor het eerst geldig gepubliceerd in 1986 door Okutani & Métivier.